# Stefan Sehl
Stefan Sehl (* 20. August 1927 in Slatinik, Kroatien; † 7. Dezember 2011 in Wannweil) war ein deutscher Vertriebenenfunktionär.

## Werdegang
Sehl kam 1949 nach Württemberg. Von 1950 bis 1960 war er Lehrer in Unterhausen, von 1960 bis 1984 Lehrer an der Hoffmannschule in Betzingen.
Neben seiner beruflichen Tätigkeit engagierte er sich als Landesvorsitzender der Donauschwaben. Er gründete in Betzingen die donauschwäbische Baugesellschaft, die die Möglichkeit zum Erwerb von Wohnungs- oder Hauseigentum bot. Von 1987 bis 1992 war er zudem Geschäftsführer im Haus der Donauschwaben in Sindelfingen.

## Ehrungen
- Verdienstkreuz am Bande der Bundesrepublik Deutschland
- Verdienstkreuz 1. Klasse der Bundesrepublik Deutschland